# Leptomysis truncata
Leptomysis truncata är en kräftdjursart som först beskrevs av Heller 1863.  Leptomysis truncata ingår i släktet Leptomysis och familjen Mysidae. Inga underarter finns listade i Catalogue of Life.